# Night Of Champions
Night Of Champions là 1 sự kiện PPV do WWE tổ chức vào ngày ngày 18 tháng 9 năm 2011 tại HSBC Arena, Buffalo, New York. Đây là PPV thay thế cho PPV WWE Vengeance. Năm nay là năm thứ 4 Nights Of Champions được tổ chức. Riêng Vengeance năm nay sẽ tái ra mắt vào ngày ngày 23 tháng 10 năm 2011.

## Các trận đấu
+WWE Championship:Block lésner (C) vs John Cena
Tại PPV Summer Slam 2014, Del Rio đã cash in và thắng WWE Champion theo cách mà Daniel Bryan đã nói là "như mọi MITB winner khác, cash in khi champ vừa bị tấn công và đang bị kiệt sức". Liệu John Cena có thể giành lại WWE Champ sau khi trở thành No.1 Contender ko?
+No DQ Match: CM Punk vs Triple H (Nếu Triple H thua. ông sẽ từ bỏ chức COO)
Trong thời gian vừa qua, những sự việc liên quan giữa CM Punk, Triple H và Kevin Nash liên tiếp diễn ra. Đây là lần đầu tiên HHH trở lại sau trận thua Undertaker tại WM27. Và đối thủ của COO mới chính và người đang được fan đặc biệt yêu mến - CM Punk. Việc thua John Cena và mất đi quyền tranh đai WWE quả thật là một nỗi tức giận trong Punk. Trong lần chạm trán với cựu thành viên DX này, ta sẽ chứng kiến một Go To Sleep khiến đối thủ chìm vào giấc ngủ hay một Pedigree dũng mãnh. Và HHH sẽ từ bỏ chức COO hay CM Punk sẽ từ bỏ danh hiệu Best In The World, đây là những chức vụ và danh hiệu đầy kiêu hãnh. Ai sẽ là người mạnh hơn trong cuộc đối đầu này...........??
+World Heavyweight Championship: Randy Orton (C) vs Mark Henry
Thù này vừa qua, thù khác đã tới. Sau những rắc rối với Christian, "The Viper" lại đối đầu với địch thủ mới, "The World Strongest Man" Mark Henry. Trận Battle Royal vừa qua đã giúp "World Strongest Man" có dịp so tài với "Viper" để tranh chiếc đai WHC mà bất cứ ai cũng thèm khát. Trong các cuộc đối đầu giữa Mark và Randy trước đây, ta cũng thấy ưu thế luôn thuộc về Randy nhưng Mark bây giờ đã không còn là Mark trước kia, Mark chứng tỏ mình đang trở thành một thế lực tại Smackdown. Tại SummerSlam, ta đã chứng kiến Mark Henry hủy diệt Sheamus với một sức mạnh đáng nể. Tất cả làm cho cuộc đối đầu này hứa hẹn sẽ rất hấp dẫn
+WWE Tag Team Championship: Air Boom (Evan Bourne & Kofi Kingston) (C) vs The Miz & R-Truth
Đây đều là những Team mới toanh vừa được lập. Air Boom với sự kết hợp giữa 2 superstar thuộc dạng high flyer đã nhanh chóng giành được chức vô địch đồng đội từ tay của David Otunga & Michael McGillicutty. Để bắt đầu hành trình bảo vệ chức vô địch, Air Boom sẽ phải đối đầu với một team cũng vừa ra mắt bao gồm The Miz (cựu WWE Champion) và R-Truth (cựu US Champion). Trong lần đối đầu này, Air Boom sẽ tiếp tục thống trị làng Tag Team hay The Miz sẽ có chức vô địch cùng R-Truth?
+WWE Divas Championship: Kelly Kelly (C) vs Beth Phoenix
Sau một chiến thắng bằng pin fall tại SummerSlam mà chưa tung ra finish move, mối thù giữa 2K và Beth chưa chấm dứt. Với sự ủng hộ của khán giả, Kelly có một sức mạnh tinh thần rất lớn. Liệu sức mạnh này có chống lại nổi cơn thịnh nộ của Beth?
+Fatal 4-Way WWE United States Championship Match
Dolph Ziggler (C) vs Alex Riley vs Jack Swagger vs John Morrison
Sau một thời gian không thành công khi theo đuổi WHC, Dolph Ziggler đã tạm hài lòng với chiếc vô địch US giành được từ tay Kofi Kingston. Alex Riley cũng đã có một khoảng thời gian tương đối thành công khi tách khỏi The Miz. Cựu WHC - Jack Swagger bắt đầu tìm lại hương vị vô địch khi có cơ hội tham gia trận đấu này. Và người khán giả chờ đợi nhất, không ai khác là John Morrison. JoMo đã có sự trở lại không mấy thành công, bởi vậy một chức vô địch sẽ lấy lại lòng tin nơi khán giả